# Andrew C. Berry
Andrew Campbell Berry (* 23. November 1906 in Somerville, Massachusetts, Vereinigte Staaten; † 13. Januar 1998 in Appleton, Wisconsin) war ein US-amerikanischer Mathematiker. Von ihm stammt eine Abschätzung der Konvergenzgeschwindigkeit im Zentralen Grenzwertsatz der Wahrscheinlichkeitstheorie, die er 1941 vor Carl-Gustav Esseen veröffentlichte und als Satz von Berry-Esseen bekannt ist.

## Leben und Wirken
Andrew C. Berry wurde am 23. November 1906 in Somerville, Massachusetts geboren. Er besuchte die Highschool in Somerville und studierte anschließend an der Harvard University in Cambridge, Massachusetts. 1925 graduierte er zum Bachelor of Arts, 1926 zum Master of Arts und 1929 zum Ph.D. In dieser Zeit erhielt er mehrere Stipendien und 1925 den von der Harvard University vergebenen Wister-Prize für Mathematik und Musik. Für 1929/1930 und 1930/1931 erhielt er Fellowships des National Research Councils, mit denen er im Auftrag der National Academy of Sciences an der Brown University in Providence, Rhode Island und am Department of Mathematics der Princeton University in Princeton, New Jersey forschen konnte.
Ab 1931 gehörte er zum Lehrkörper der Columbia University in New York City und wurde dort 1935 Assistant Professor. Einer seiner Schüler an der Columbia University war Leonard Gillman (1917–2009), der später Professor für Mathematik an der University of Texas at Austin wurde und auch als klassischer Pianist erfolgreich war. 1940 lebte Berry mit seiner Frau Hope und zwei Töchtern in Eastchester, Westchester County, New York.
1941 veröffentlichte Berry die Arbeit The accuracy of the Gaussian approximation to the sum of independent variates. In dieser gibt er eine Abschätzung der Güte der Konvergenz im Zentralen Grenzwertsatz der Wahrscheinlichkeitstheorie an. Der schwedische Mathematiker Carl-Gustav Esseen bewies unabhängig davon 1942 eine analoge Aussage, die er 1944 in seiner Dissertation Fourier analysis of distribution functions. A mathematical study of the Laplace-Gaussian law veröffentlichte. Das Ergebnis wird heute als Satz von Berry-Esseen (oder Ungleichung von Berry-Esseen) bezeichnet.
Berry wurde 1941 Associate Professor am damaligen Lawrence College in Appleton, Wisconsin. Während des Zweiten Weltkrieges unterbrach er seine Arbeit am College und wurde bei der 5. Luftflotte der Pacific Air Forces und später bei der 13. Luftflotte eingesetzt. Für seinen ab 1944 erfolgten Einsatz nach der Schlacht um Guadalcanal erhielt er 1946 die Medal of Freedom.
1957 erhielt er die erste Henry-Root-Colman-Professur des Lawrence Colleges, die nach dem Lawrence-Mitgründer Henry R. Colman (1800–1895) benannt ist. Außer seiner Lehr- und Forschungsarbeit war er auch Konsultant für das Unternehmen Kimberly-Clark. 1974 wurde er emeritiert. Er war Mitglied der American Mathematical Society.
Andrew C. Berry starb am 13. Januar 1998 in Appleton, Wisconsin. Seine Frau und seine beiden Töchter waren bereits vor ihm verstorben.

## Auszeichnungen und Ehrungen
- 1946: Medal of Freedom
- 1957: Henry-Root-Colman-Professur des Lawrence Colleges

Die Lawrence University vergibt einen Andrew C. Berry-James C. Stewart Prize in Mathematics für graduierte Wissenschaftler, der nach Andrew C. Berry und James Clark „Totsy“ Stewart benannt ist, der ebenfalls am Lawrence College lehrte und kurz nach Berry am 16. Mai 1998 verstarb. 

## Schriften
- Minor thesis on congruences of lines. Harvard University, 1926, OCLC 77075653
- The Fourier Transform Theorem. In: Studies in Applied Mathematics. 8, 1–4, 1929, S. 106–118, doi:10.1002/sapm192981106.
- The Fourier Transform Identity Theorem. In: Annals of Mathematics. Second Series. 32, 2, 1931, S. 227–232, doi:10.2307/1968186.
- Necessary and sufficient conditions in the theory of Fourier transforms. In: Annals of Mathematics. 32, 4, 1931, S. 830–838, doi:10.2307/1968324.
- A Metric for the Space of Measurable Functions. In: Proceedings of the National Academy of Sciences. 17, 8, 1931, S. 456–459, PMC 1076089 (freier Volltext).
- The accuracy of the Gaussian approximation to the sum of independent variates. In: Transactions of the American Mathematical Society. 49, 1941, S. 122–136, doi:10.2307/1990053.